# Arvo Valton

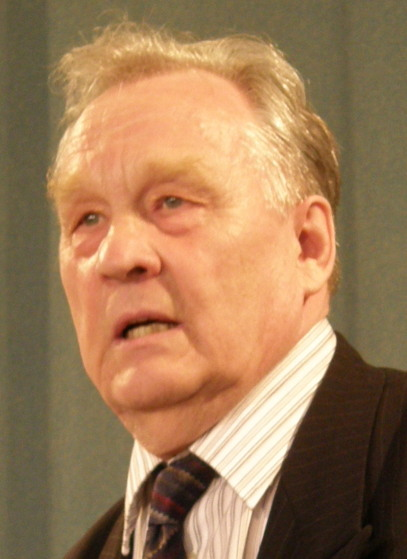
Arvo Valton, 2007

Arvo Valton (eigentlich Arvo Vallikivi; * 14. Dezember 1935 in Märjamaa; † 26. Juli 2024 in Tallinn) war ein estnischer Schriftsteller.

## Leben
Arvo Valton wurde als Sohn eines Unternehmers in Nordwestestland geboren. Von 1943 bis 1949 besuchte er die Grundschule in Märjamaa (Kreis Rapla) und erlebte die deutsche Besatzung. Da sein Vater ein Auto besaß, musste er im Juni 1941 mithelfen, Menschen zu deportieren. Mit der sowjetischen Besetzung Estlands ab dem September 1944 wurden sein Vater im Oktober 1944 in den Oblast Nowosibirsk und später das nordostsibirische Kolyma zu Feld- und Waldarbeit deportiert. Von der Familie ging nur ein Onkel mütterlicherseits ins Exil, die übrigen Angehörigen blieben in Estland.
Arvo Valton selbst wurde zusammen mit seiner Mutter 1949 deportiert. In einem Interview Anfang der 1990er Jahre gab er an, dass die Lebensbedingungen und insbesondere die Lebensmittelversorgung im isolierten und extrem kalten Kolyma besser waren als in Ostsibirien. Dort besuchte er die Schule und lernte Russisch. Erst 1954 durfte er in die Estnische SSR zurückkehren. Mit 18 Jahren verbrannte er, wieder in Estland, auf Drängen der um seine Sicherheit besorgten Familie erste literarische Arbeiten.
Von 1954 bis 1959 studierte Valton am Polytechnischen Institut Tallinn (estnisch Tallinna Polütehniline Instituut) an der Fakultät für Chemie und Bergbau. Er schloss dort sein Studium als Bergbauingenieur ab. Von 1959 bis 1961 war Valton am Chemiekombinat im nordestnischen Maardu beschäftigt, von 1961 bis 1968 in einer Fabrik für Messwerkzeuge in Tallinn. Gleichzeitig machte er im Fernstudium am Moskauer Filminstitut eine Ausbildung zum Drehbuchschreiber. Er widmete sich immer mehr der Schriftstellerei. 1962 erschien ein erster Gedichtband. 1965 trat der dem Schriftstellerverband der Estnischen SSR bei, dessen stellvertretender Vorsitzender er von 1989 bis 1992 war.
Von 1968 bis 1975 war er freiberuflich und lebte unter anderem eine Zeit lang in Suure Jaani in Südestland (1968–1972). Anschließend war er bei der staatlichen estnischen Filmgesellschaft Tallinnfilm beschäftigt. 1992, kurz nach Wiedererlangung der estnischen Unabhängigkeit, wurde Valton als Abgeordneter in das estnische Parlament (Riigikogu) gewählt. 1995 schied er als Abgeordneter aus.

## Schriftsteller
Arvo Valton hat zahlreiche Kurzprosa, Erzählungen, Novellen und Romane verfasst. Daneben schrieb er Literaturkritiken, Lyrik, Aphorismen, Reiseberichte und Theaterstücke. Von ihm stammen auch das Drehbuch des estnischen Kultfilms Viimne reliikvia (1969) sowie weitere Drehbücher. 1980 wurde die Oper Lend von Eino Tamberg in Tallinn uraufgeführt, für die Valton das Libretto verfasst hatte. Ein Teil seines Werks, der sich kritisch mit der Sowjetunion auseinandersetzte oder vom in der Sowjetunion ungern gesehenen Existentialismus beeinflusst war, konnte wegen der Zensur erst nach deren Zusammenbruch erscheinen. Seit den 1980er Jahren prangerte Valton Umweltzerstörungen an, setzte sich für die estnische Selbständigkeit sowie für die Rechte der finno-ugrischen Völker in Russland ein.

## Werke (Auswahl)
- Rataste vahel (Novellensammlung, 1965)
- Kaheksa jaapanlannat (1968)
- Sõnumitooja (Novellensammlung, 1972)
- Õukondlik mäng (Novellensammlung, 1972)
- Pööriöö külaskäik (Novellensammlung, 1974)
- Läbi unemaastike (Novellensammlung, 1975)
- Tee lõpmatuse teise otsa (Roman, 1978)
- Mustamäe armastus (Novellensammlung, 1978)
- Õndsusse kulgev päev (Erzählung, 1978; deutsch „Juku, der Dorftrottel“, 1992)
- Ajaprintsess (Kinderbuch, 1981)
- Võõras linnas (Novellensammlung, 1981)
- Arvid Silberi maailmareis (surrealistischer Roman, 1984)
- Üksildased ajas (Erzählungen, zwei Bände, 1983 und 1985)
- Masendus ja lootus (Roman, 1989)
- Kogutud teosed 1-28 (gesammelte Werke, 1998–2021)

## Deutsche Übersetzungen
Von Arvo Valton werden seit Ende der 1960er Jahre deutsche Übersetzungen angefertigt, von ihm liegen drei eigenständige Buchveröffentlichungen auf Deutsch vor:
- Zugluft. Kurzprosa. Aus dem Estnischen und Ungarischen von Alexander Baer und Hans Skirecki. Berlin: Verlag Volk und Welt 1983. 200 S. (Volk und Welt Spektrum 182)
- Juku, der Dorftrottel. Roman. Aus dem Estnischen von Irja Grönholm. Nachwort von Cornelius Hasselblatt. Frankfurt/M.: DIPA 1992. 101 S.
- Arvid Silbers Weltreise. Roman. Aus dem Estnischen von Iris Réthy. Frankfurt/M.: DIPA 1995. 293 S.

In den folgende Anthologien finden sich ebenfalls Kurzgeschichten des Autors:
- Der letzte Strandräuber. Estnische Erzählungen aus sieben Jahrzehnten. Ausgewählt von Alexander Baer, Welta Ehlert, Nikolai Sillat. Berlin: Volk und Welt 1975, S. 330–349.
- Estnische Novellen. Ausgewählt von Endel Sõgel. Tallinn: Perioodika 1979, S. 409–417.
- Das Schauspiel. Neuere estnische Kurzprosa. Ausgewählt von Endel Mallene. Tallinn: Perioodika 1983, S. 1983, 7–36.
- Trugbilder. Moderne estnische Erzählungen. Frankfurt/M.: dipa 1991, S. 115–122.